# Сенько, Юрий Алексеевич
Юрий Алексеевич Сенько (бел. Юрый Аляксеевіч Сянько, 1967, Долгиново, Кореличский район, Гродненская область, Белорусская ССР, СССР) — белорусский государственный деятель. Председатель Государственного таможенного комитета Республики Беларусь (2014—2020), посол Республики Беларусь в Китае (2020—2023), председатель Федерации профсоюзов Беларуси (с 2024).

## Биография
Родился в 1967 году. В 1984 году окончил школу, после окончания школы работал помощником комбайнера, рабочим по ремонту сельхозинвентаря, стал членом профсоюзов. Проходил службу в Советской армии. В 1992 году окончил Гродненский государственный университет имени Янки Купалы (специальность «Правоведение»), в 2006 году — Академию управления при Президенте Республики Беларусь.
Работал инспектором, старшим инспектором, главным инспектором, начальником отдела, заместителем начальника Гродненской региональной таможни. С 2002 по 2011 год был начальником Гродненской региональной таможни, с 2011 года — начальником Минской региональной таможни.
6 ноября 2014 года был назначен на должность председателя Государственного таможенного комитета. 16 октября 2015 года постановлением Совета министров № 870 в составе Правительства сложил свои полномочия перед вновь избранным Президентом Республики Беларусь, а 17 декабря 2015 года указом Президента № 500 вновь утверждён на пост председателя комитета. В ноябре 2020 года освобождён от должности Председателя ГТК и назначен послом Республики Беларусь в Китайской Народной Республике.
Юрий Сенько был освобождён от должности посла 20 ноября 2023 года. В апреле 2024 возглавил Федерации профсоюзов Беларуси.

## Награды
- Медаль «За вклад в развитие Евразийского экономического союза» (29 мая 2019 года, Высший Евразийский экономический совет)[10].